# Alan Smith
För den Alan Smith som spelade i Arsenal på 1980- och 90-talet, se Alan M. Smith.
Alan Smith, född 28 oktober 1980, är en engelsk före detta fotbollsspelare. Smith avslutade karriären 2018 i Notts County, han har spelat för Newcastle United, Manchester United, Leeds United och Milton Keynes Dons. Han har deltagit i 19 A-landskamper för England och då gjort ett mål. 
När Leeds åkte ur Premier League förklarade Smith dock att han inte var en Division 1-spelare och övergick till ärkerivalen Manchester United. Inför säsongen 07/08 gick Smith från Manchester United till Newcastle United för omkring 6 miljoner pund (ca 85 miljoner kr).
I en match mot Liverpool i FA-cupen den 18 februari 2006 bröt Smith benet när han försökte täcka en frispark från John Arne Riise.